# Alexander Gibbons Barth
Alexander Gibbons Barth, född 13 november 1980 i Göteborg, är en svensk TV- och filmproducent, manusförfattare och regissör. Alexander Gibbons Barth har bland annat skrivit, producerat och regisserat TV-dramaserien Mattemorden, 2015, tillsammans med regissören Gustav Öhman Spjuth. Han har även producerat och skrivit UR-serien Bankrånet som hade premiär på SVT 2013. 2018 grundade Gibbons Barth produktionsbolaget Fanny & Alexander tillsammans med Fanny Cygnaeus och Gustav Öhman Spjuth.